# Geno Carlisle
Geno Marcellus Carlisle, (nacido el 13 de agosto de 1976 en Grand Rapid, Míchigan) es un exjugador de baloncesto estadounidense. Con 1.91 de estatura, su puesto natural en la cancha era el de escolta. 

## Trayectoria
[actualizar]